# Scott County, Iowa
Scott County är ett administrativt område i delstaten Iowa, USA. År 2010 hade countyt 165 224 invånare. Den administrativa huvudorten (county seat) är Davenport.

## Geografi
Enligt United States Census Bureau har countyt en total area på 1 605 km². 1 578 km² av den arean är land och 27 km² är vatten.

### Angränsande countyn
- Clinton County - norr
- Rock Island County, Illinois - öster & söder

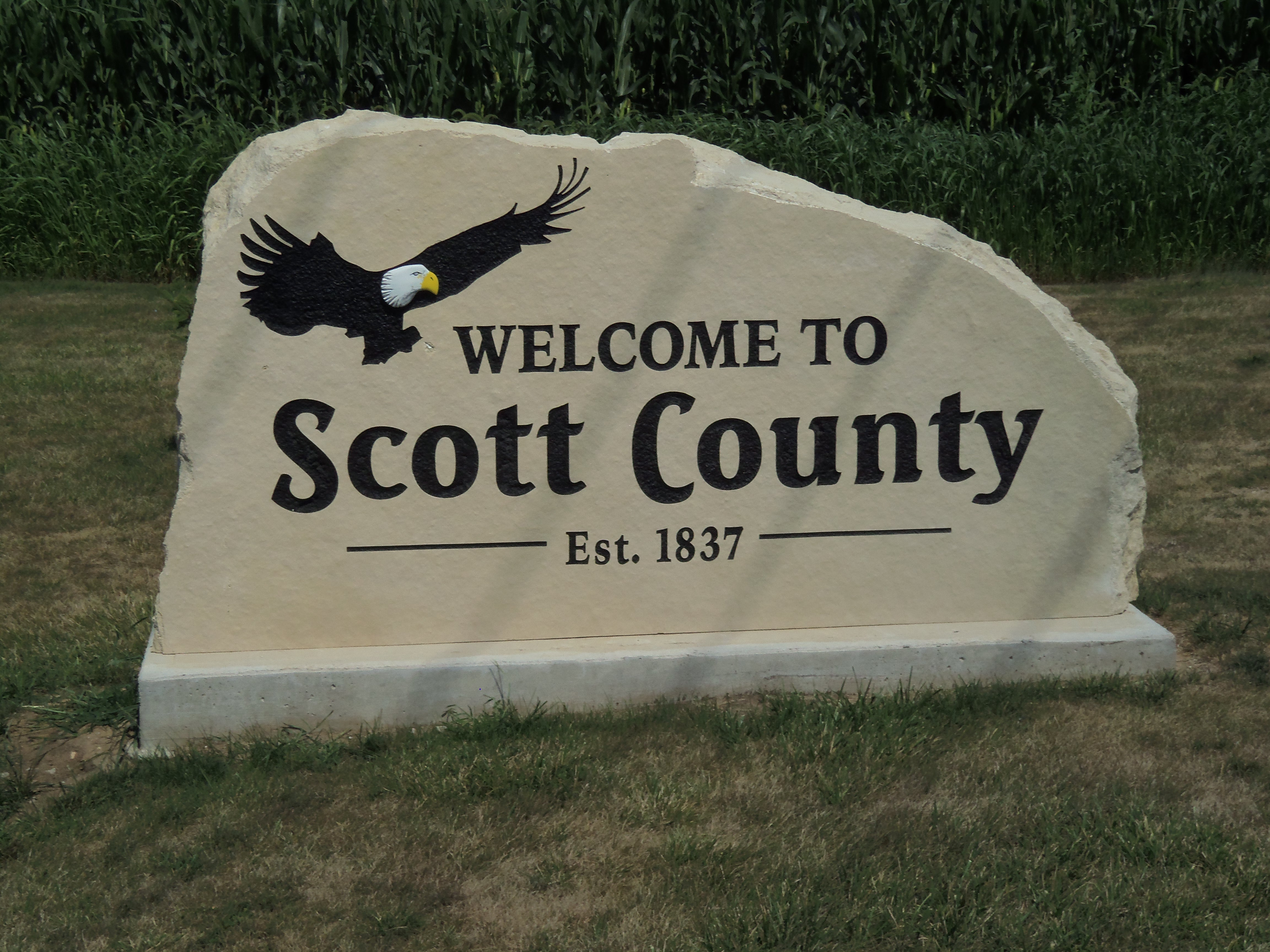
Välkomstskylt.

- Muscatine County - sydväst
- Cedar County - nordväst